# Kamats
Kamats (Hebreeuws: קָמָץ) is een van de Hebreeuwse diakritische tekens (nikoed) die, voornamelijk in religieuze teksten, gebruikt wordt om klinkers in te voegen (vocaliseren). In het moderne Hebreeuws wordt deze gebruikt om de a-klank zoals deze in papa aan te duiden. In dit opzicht is kamats identiek aan patach. 
Echter, kamats wordt in enkele gevallen ook gebruikt om een o-klank weer te geven. Men maakt geen onderscheid tussen de twee wanneer men teksten vocaliseert (één teken voor beide klanken), maar er bestaat wel een regel wanneer welke voorkomt, samen met verschillende benamingen.
- Wanneer de o-klank wordt aangegeven, spreekt men van kamats katan (Hebreeuws: "kleine kamats"). Men vindt deze in 'gesloten' lettergrepen, dit zijn lettergrepen die eindigen op een medeklinker die een 'sjwa nach' ("rustende sjwa"; sjwa die volledig weggelaten wordt: uitspraak /Ø/) of 'dagesj chazak' ("sterke dagesj"; dagesj die aangeeft dat de medeklinker die erbij hoort, verdubbeld uitgesproken dient te worden) heeft;

- De andere kamats, om de a-klank aan te geven, noemt men ook wel kamats gadol (Hebreeuws: קָמַץ גָּדוֹל, "grote kamats"). Deze komt voor in de zogenoemde open lettergrepen, wat elke andere lettergreep is: één die eindigt op een medeklinker die gevolgd wordt door een klinker, een klinker op het einde van het woord en zonder diakritisch teken of een medeklinker met een 'sjwa na' (uitspraak: /ə/)

Opnieuw is het in het moderne Hebreeuws moeilijk om een onderscheid te kunnen maken tussen de twee wanneer ze gevolgd worden door een sjwa. Het onderscheid tussen sjwa nach en sjwa is namelijk weggevallen.
Een voorbeeld van kamats katan in een woord is תָּכְנִית ([toχˈnit], "programma")
Net zoals bij patach en segol bestaat er een variant op dit teken: chataf kamats (Hebreeuws: חֲטַף קָמַץ, "verminderde kamats"). In theorie zorgt dit teken voor een nog kortere a-klank, maar het onderscheid tussen kamats en chataf kamats wordt niet meer gemaakt. Het bestaat uit kamats met rechts ernaast een sjwa. 